# Biddle (Schiff, 1967)
Die Biddle, auch als USS Biddle bezeichnet, (Kennung: DLG-34, ab 1975 CG-34) war ein Lenkwaffenkreuzer der Belknap-Klasse. Sie wurde benannt nach Nicholas Biddle, einem Captain der Continental Navy.

## Geschichte
Das Schiff wurde 1963 bei Bath Iron Works auf Kiel gelegt und 1967 bei der United States Navy in Dienst gestellt. Nach den Erprobungsfahrten begann im Juni die „post-shakedown availability“ in der Boston Naval Shipyard. Heimathafen wurde die Naval Station Norfolk.
Bereits Anfang 1968 verlegte die Biddle erstmals im Rahmen des Vietnamkrieges. 1969 folgte eine weitere, dann eine Überholung in der Norfolk Naval Shipyard und 1972 eine dritte Fahrt nach Vietnam. 1974 schließlich verlegte der Zerstörerführer erstmals ins Mittelmeer. Dabei war die Biddle auch an der Suche nach Überlebenden des abgestürzten TWA-Flug 841 beteiligt. 1975 wurde die Biddle zu einem Kreuzer umklassifiziert.
Zwischen 1976 und 1978 führte die Biddle je eine Fahrt in europäische Gewässer durch. 1979 folgte eine Überholung in der Philadelphia Naval Shipyard. Erst 1981 verlegte sie wieder ins Mittelmeer, wo sie in der Großen Syrte in die Kämpfe zwischen den Vereinigten Staaten und Libyen beteiligt war. Nach der Ermordung von Ägyptens Präsident Anwar as-Sadat zeigte die Biddle vor der Küste Präsenz, wurde aber bald durch die Coontz abgelöst. Im Sommer 1982 folgte eine weitere Mittelmeer-Fahrt.
Anfang der 1990er Jahre nahm die Biddle schließlich noch am Zweiten Golfkrieg teil und wurde schließlich 1993 außer Dienst gestellt. Das Schiff blieb bis 2000 in der Reserveflotte der United States Maritime Administration in Suisun Bay, San Francisco, und wurde schließlich durch die Metro Marine Corporation abgebrochen.